# Tiruchirappalli (distrikt)
Tiruchirappalli är ett distrikt i Indien.   Det ligger i delstaten Tamil Nadu, i den södra delen av landet, 2 000 km söder om huvudstaden New Delhi. Antalet invånare är 2 722 290.
Följande samhällen finns i Tiruchirappalli:
- Tiruchirappalli
- Manapparai
- Thuraiyur
- Turaiyūr
- Musiri
- Lalgudi
- Thottiyam
- Tāttayyangārpettai
- Kāttuputtūr
- Pullambādi
- Mettupalayam
- Uppiliyapuram